# جون غراي (لاعب كرة قاعدة)
جون غراي (بالإنجليزية: Jon Gray)‏ هو لاعب كرة قاعدة أمريكي، ولد في 5 نوفمبر 1991 في تشاندلر في الولايات المتحدة.

## وصلات خارجية
- جون غراي على موقع دوري كرة القاعدة الرئيسي (الإنجليزية)
- جون غراي على موقعبيزبول رفرنس.كوم (الدوري الرئيسي) (الإنجليزية)
- جون غراي على موقعبيزبول رفرنس.كوم (الدوري الثانوي) (الإنجليزية)
- جون غراي على موقع إي إس بي إن.كوم (أم.أل.بي) (الإنجليزية)
- جون غراي على موقع مشجعي الرسوم البيانية (الإنجليزية)